# جير كانينج
جير كانينج (بالإنجليزية: Ger Canning)‏ هو لاعب قذف ولاعب كرة قدم أيرلندي، ولد في 1 أغسطس 1951 في كورك في جمهورية أيرلندا. لعب مع College Corinthians A.F.C. ‏.